# 포마란체
포마란체 (Pomarance)는 이탈리아 토스카나주의 피사도에 위치한 코무네 (지방자치단체)이다. 피렌체에서 남서쪽 약 60 킬로미터 (37 mi) 피사에서 동쪽 약 60 킬로미터 (37 mi) 거리에 있다.
카솔레델사, 카스테룬오보디발디체시나, 몬테카티니발디체시나, 몬테로톤토마리티모, 몬테베르디마리티모, 라디콘돌리, 볼테라 등과 경계를 맞대고 있다.
포마란체는 이곳의 지명에서 유래한 포마란초라 불린 세 화가의 고향이다.
1968년부터 1992년까지 이탈리아-코르시카-사르데냐 HVDC의 정적 인버터가 존재했었다. 현재는 태양광 발전소가 존재한다.
주요 관광지:
- 카사 비코키: 지역 귀족 가문의 궁전으로, 지자체가 매입하여 박물관 역할로 쓰이고 있다. 내부 및 프레스코가 그려진 방들은 19세기부터 장식된 것이다.